# Annamaria Ronchitelli
Annamaria Ronchitelli (* 8. Januar 1949 in Padua) ist eine italienische Prähistorikerin und Professorin an der Universität Siena am Dipartimento di Scienze Fisiche, della Terra e dell’Ambiente.
Ronchitelli legte ihre laurea 1973 in Lettere Classiche an der Universität Florenz vor. Ab 1981 arbeitete sie als Wissenschaftlerin, seit 2000 als Professorin an der Universität Siena. Sie befasst sich vor allem mit der menschlichen Paläontologie und der Anthropologie. Grabungen führte sie in mehr als hundert Kampagnen durch, vorrangig im Raum Scario und Sapri in Kampanien. Umfangreichere Grabungen fanden darüber hinaus in den apulischen Höhlen Riparo Oscurusciuto di Ginosa, Grotta di S. Croce di Bisceglie (nordwestlich von Bari), vor der Grotta Paglicci, vor allem in den jungpaläolithischen Schichten, wo sich das älteste Mehl nachweisen und die Gewinnungsschritte rekonstruieren ließen, statt.
Ronchitelli ist die italienische Repräsentantin in der Kommission 8 (Jungpaläolithikum Eurasiens) der Union Internationale des Sciences Préhistoriques et Protohistoriques. Darüber hinaus ist sie Mitglied am Istituto Italiano di Preistoria e Protostoria, am Istituto Italiano di Paleontologia Umana sowie in der Associazione Antropologica Italiana.
Ihre Forschungsschwerpunkte liegen auf dem Mittelpaläolithikum Süditaliens, dem Übergang zum Jungpaläolithikum in Italien, dann dem Jungpaläolithikum insgesamt. Daneben arbeitet sie über die erste Besiedlung Kalabriens und die Verbindung von lithischer Produktion und Ökonomie.

## Werke (Auswahl)
- mit Giulia Marciani, Simona Arrighi, Daniele Aureli, Vincenzo Spagnolo, Paolo Boscato: Middle Palaeolithic lithic tools: Techno-functional and use-wear analysis of target objects from SU 13 at the Oscurusciuto rock shelter, Southern Italy, in: Quaternary Science Reviews (Juli 2018)
- mit Vincenzo Spagnolo, Giulia Marciani, Daniele Aureli, Francesco Berna, Ginevra Toniello, Fernando Astudilloc, Francesco Boschin, Paolo Boscato: Neanderthal activity and resting areas from stratigraphic unit 13 at the Middle Palaeolithic site of Oscurusciuto (Ginosa – Taranto, Southern Italy), in: Quaternary Science Reviews (2018)
- mit Paolo Boscato, Paolo Gambassini, Filomena Ranaldo: Management of Paleoenvironmental Resources and Exploitation of Raw Materials at the Middle Paleolithic Site of Oscurusciuto (Ginosa, Southern Italy): Units 1 and 4, in: Nicholas J. Conard, Jürgen Richter (Hrsg.): Neanderthal Lifeways, Subsistence and Technology. One Hundred Fifty Years of Neanderthal Study, Springer Science & Business Media, 2011, S. 87–96.